# Pittosporum glabrum
Pittosporum glabrum är en tvåhjärtbladig växtart som beskrevs av William Jackson Hooker och George Arnott Walker Arnott.
Pittosporum glabrum ingår i släktet Pittosporum och familjen Pittosporaceae. Inga underarter finns listade.

## Bildgalleri

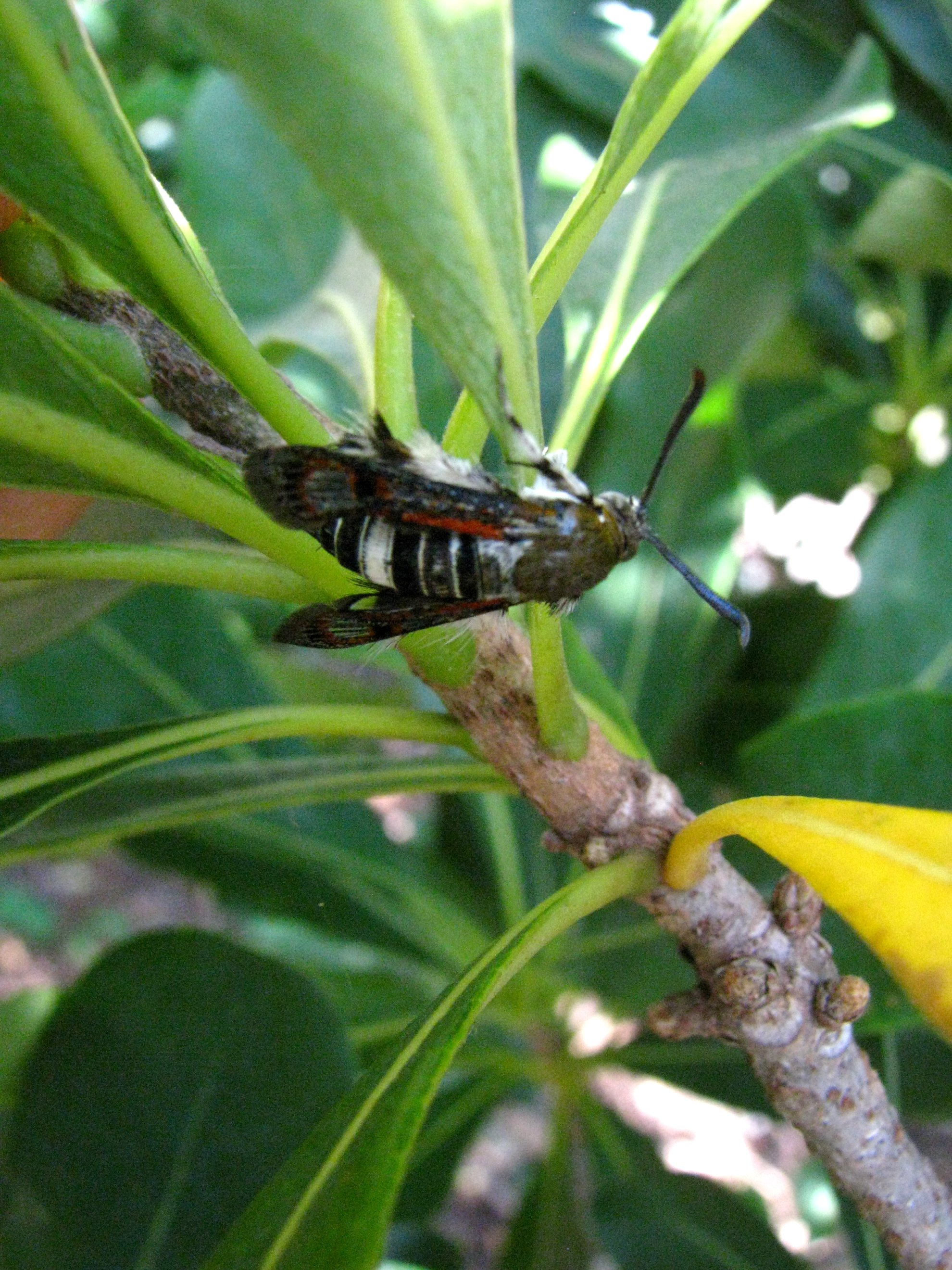
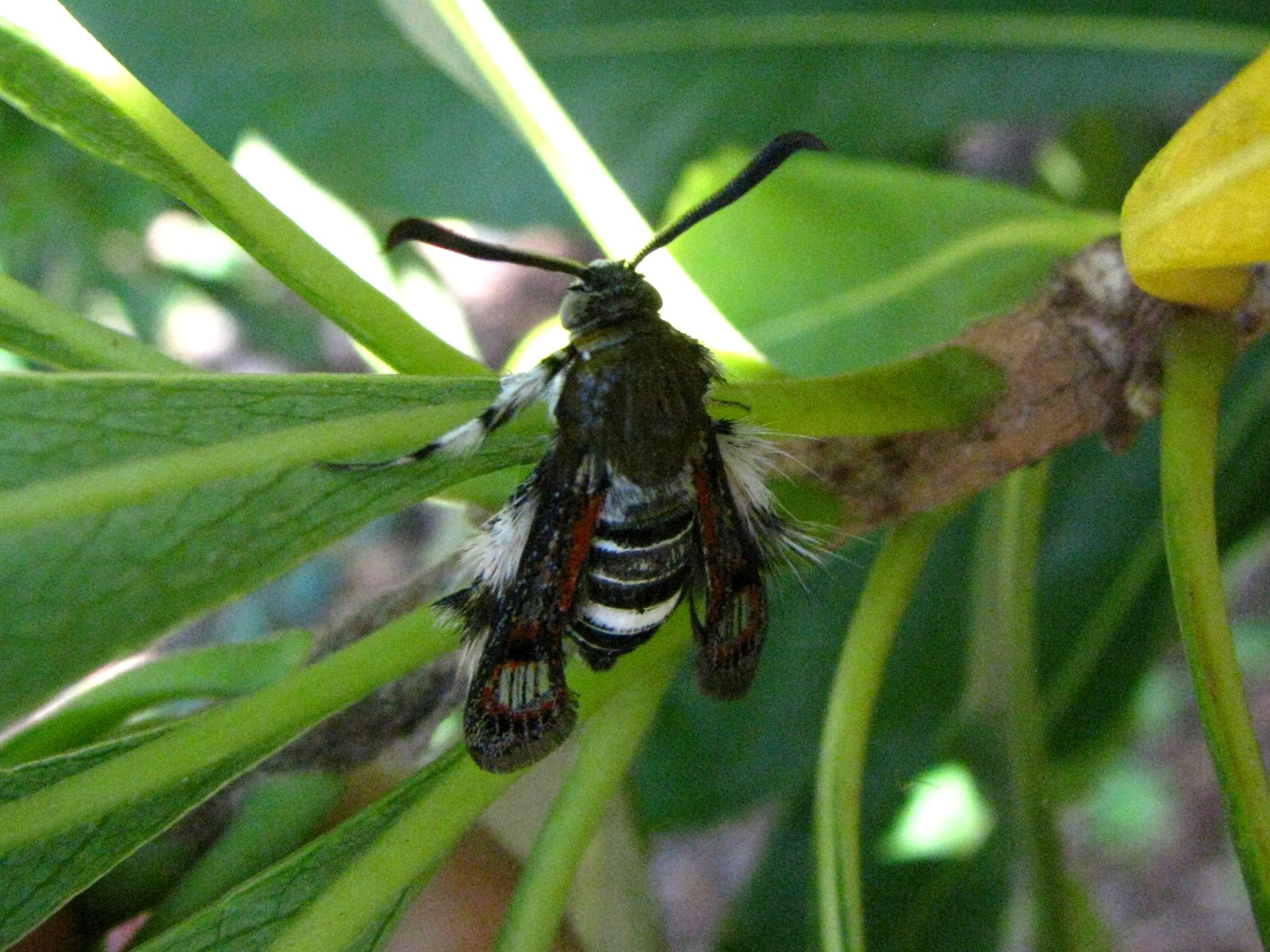
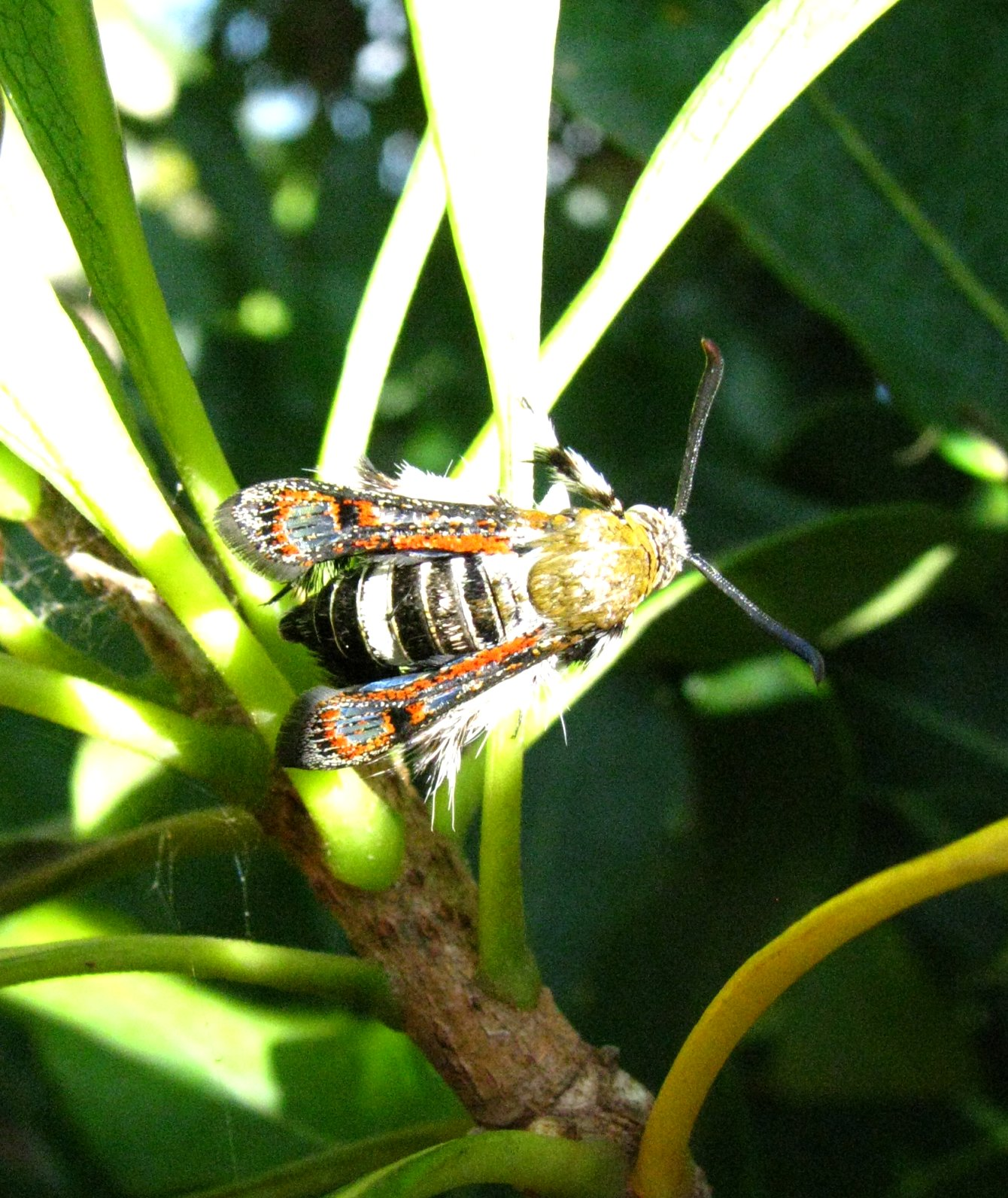
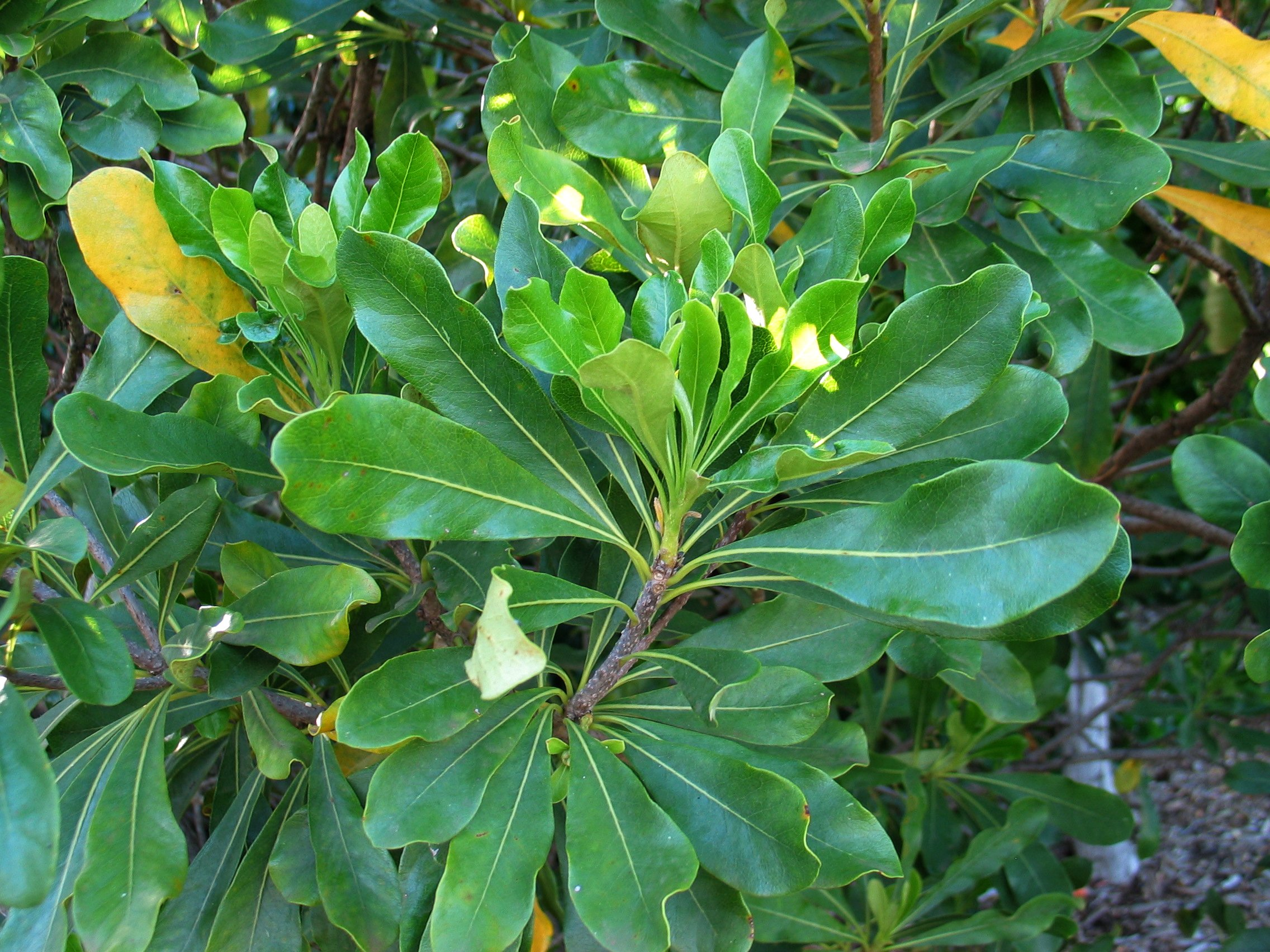
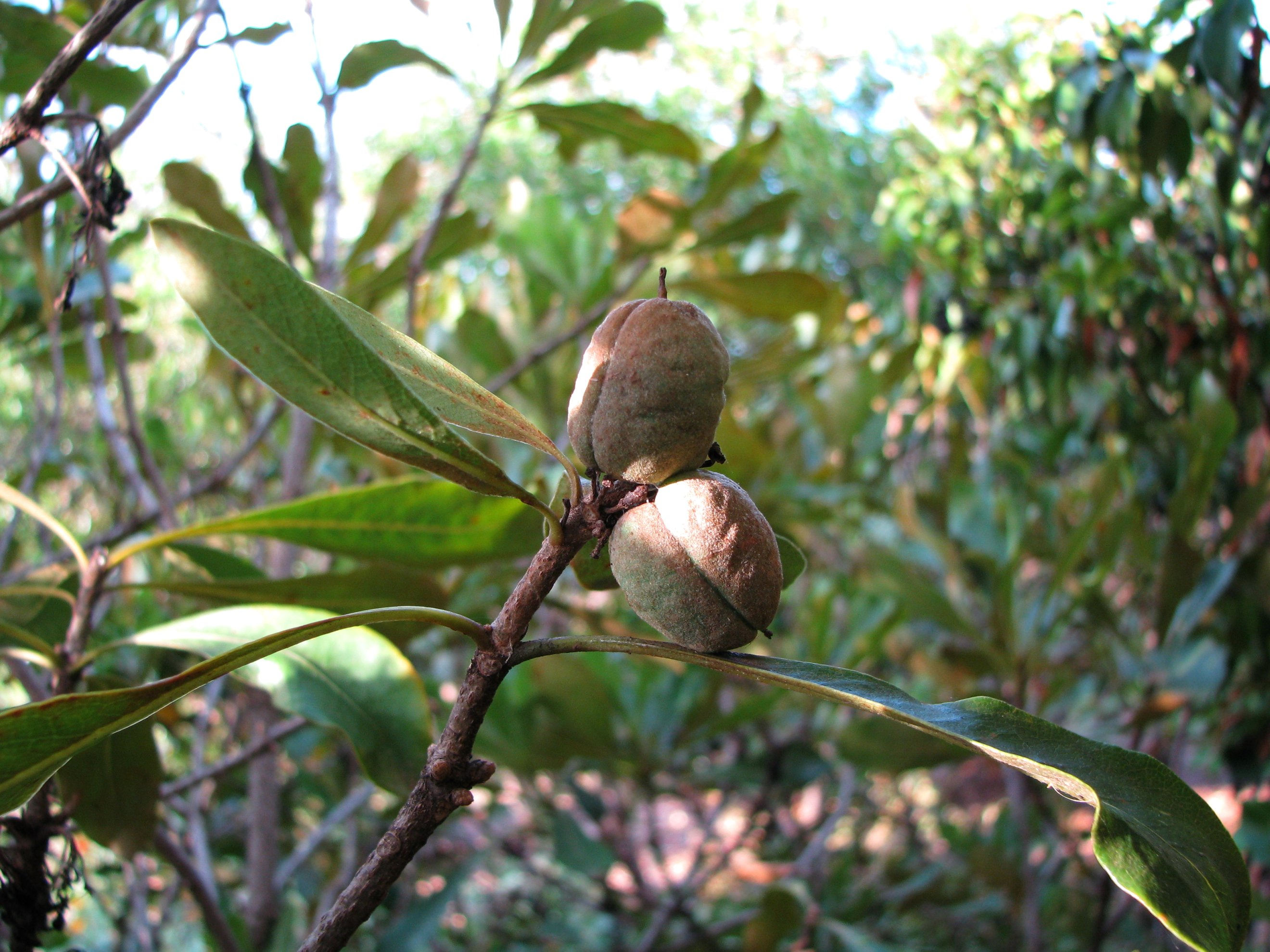
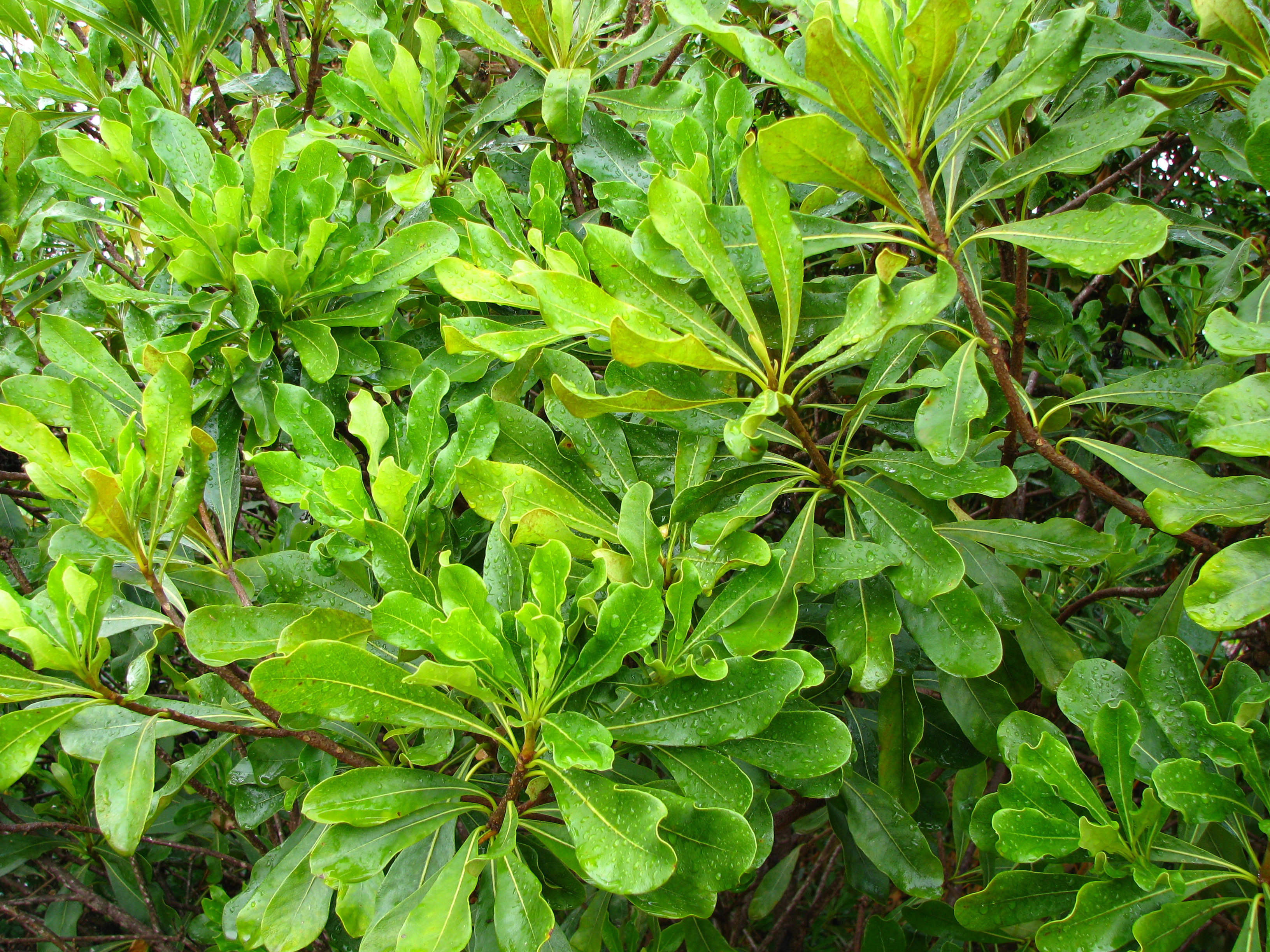